# Ole Christian Iversen
Ole Christian Iversen (* 1. August 1946 in Lillehammer) ist ein ehemaliger norwegischer Eisschnellläufer.
Iversen, der für den Oslo IL startete und sich auf Kurzdistanzen spezialisiert hatte, nahm von 1956 bis 1975 an nationalen Wettbewerben teil und wurde dabei im Jahr 1966 norwegischer Juniorenmeister im Kleinen Vierkampf. Zudem erreichte er bei norwegischen Meisterschaften zweimal den zweiten und einmal dritten Platz im Sprint-Mehrkampf. International startete er erstmals in der Saison 1968/69 bei einem Wettbewerb in Inzell und errang in der Saison 1969/70 bei der 3-Bahnen-Tournee in Inzell den zweiten Platz im Sprint-Mehrkampf. Im folgenden Jahr kam er bei der Sprintweltmeisterschaft 1971 in Inzell auf den 19. Platz. In der Saison 1971/72 gewann er bei der Winter-Universiade 1972 in Lake Placid die Goldmedaille über 500 m und startete bei den Olympischen Winterspielen im Februar 1972 in Sapporo über diese Distanz, wobei er aber nicht ins Ziel kam. In den folgenden Jahren belegte er bei der Sprintweltmeisterschaft 1973 in Oslo den 12. Platz und bei der Sprintweltmeisterschaft 1974 in Innsbruck den 20. Rang. Letztmals international startete er bei der Sprintweltmeisterschaft 1975 in Göteborg, wobei er den 17. Platz errang.

## Persönliche Bestzeiten
| Disziplin | Zeit       | Datum            | Ort    |
| --------- | ---------- | ---------------- | ------ |
| 500 m     | 39,0 s     | 19. Januar 1973  | Davos  |
| 1000 m    | 1:19,9 min | 19. Januar 1973  | Davos  |
| 1500 m    | 2:09,5 min | 23. Januar 1971  | Inzell |
| 3000 m    | 4:42,6 min | 11. Januar 1967  | Oslo   |
| 5000 m    | 8:14,0 min | 8. Dezember 1968 | Oslo   |